# 李一中
李一中（1535年—？），字時卿，直隸池州府建德縣人，匠籍，明朝政治人物。

## 生平
隆慶元年（1567年）丁卯科應天府鄉試第五十名舉人。隆慶二年（1568年）聯捷戊辰科會試第一百九十六名，三甲第一百七十四名進士。授福州府推官，六年正月因参将王如龙贪赃案被降职。萬曆元年升延平府推官，萬曆五年（1577年）任開封府推官。六年升禮部儀制司主事，历官礼部郎中，十一年七月升浙江左參議，十三年十月升河南副使。

## 家族
曾祖李源；祖父李祐，贈通議大夫通政使司通政使；父李希周，知縣 累封通議大夫通政使司通政使。母柯氏（累贈淑人）。严侍下。兄李一元，通政使司通政使；李一夔；李一貫。弟李一新、李一策。